# Деревний шиншиловий щур Ашанінки
Кускоміс ашанінський (Cuscomys ashaninka) — вид, який відомий тільки в одній місцевості: на півночі Кордильєра-де-Вілкабамба, департаменту Куско, Перу на висоті 3350 м над рівнем моря. Тварина з сірим хутром, але ніс та губи білі й від носа до маківки йде лінія білого хутра. Довжина голови й тіла: 30 см, довжина хвоста: 20 см. Деревний вид, знайдений у незайманих ельфійських лісах (прізвисько екосистем із карликовою рослинністю). Про їх життя нічого не відомо; є припущення, що вони полюють на довгохвостих ласок (Mustela frenata), які там проживають. Назва виду Ашанінка вказує на корінний південноамериканський народ, що живе у дощових лісах Перу й бразильському штаті Акрі.